# Azpilkueta
Azpilkueta en basque ou Azpilcueta en espagnol est un village situé dans la commune de Baztan dans la Communauté forale de Navarre, en Espagne. Le village n'est pas doté du statut de concejo mais dispose d'une certaine autonomie et d'un maire délégué.
Azpilkueta est situé dans la zone linguistique bascophone de Navarre. En 2011, 74.9% de la population de Baztan ayant 16 ans et plus avait le basque comme langue maternelle.

## Présentation

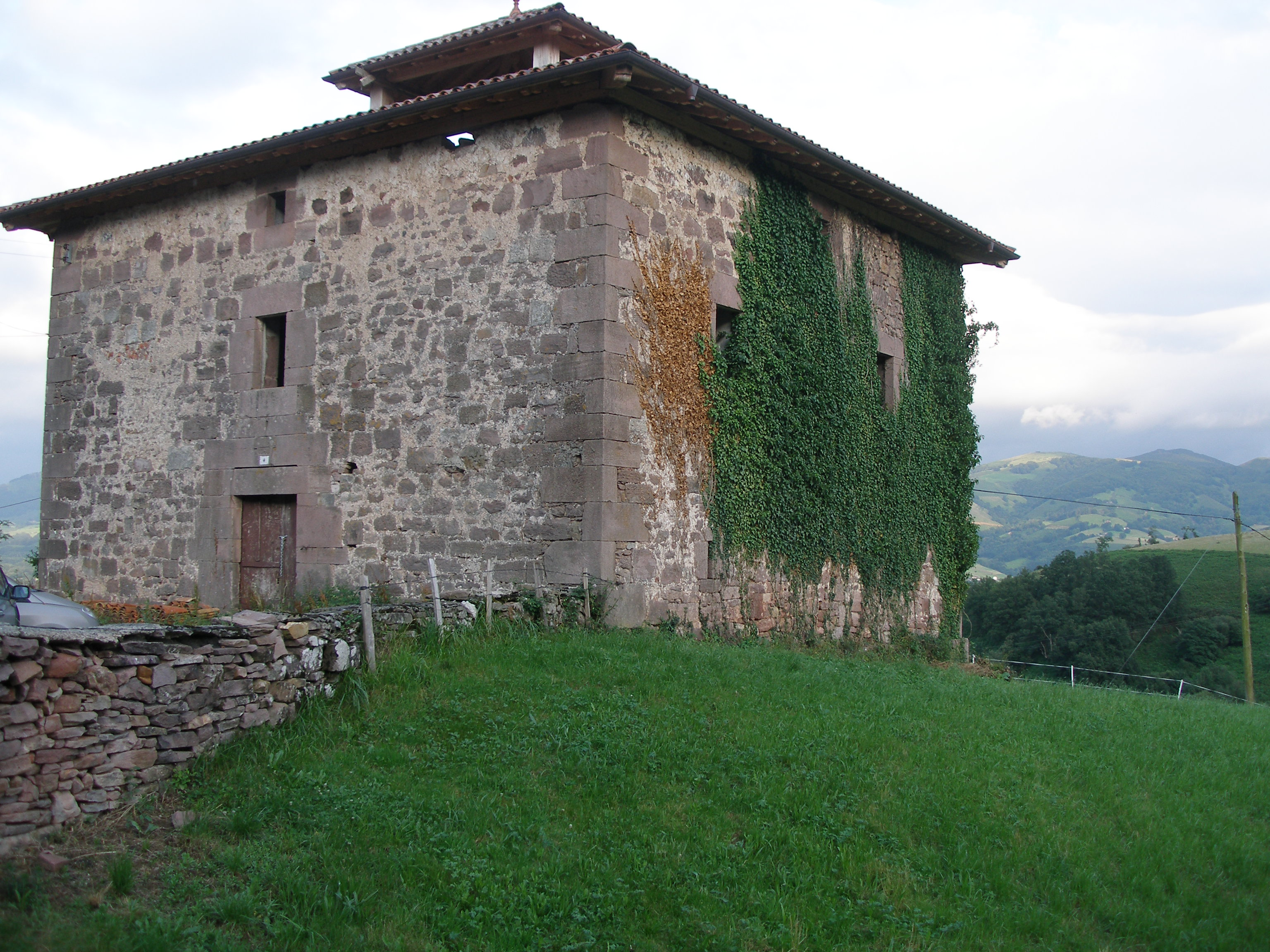
Maison carrée navarraise sur les hauteurs d'Azpilkueta (Navarre)

Située dans la vallée du Baztan à 64 km de Pampelune, la capitale de la Communauté forale de Navarre. Ce hameau est composé de 20 à 25 maisons en plus des hameaux d'Urrasun, Arribiltoa, Zuastoi et Apaioa.
Il y a ainsi quatre quartiers : Apaioa : 29 habitants (2010), Arribiltoa : 22 habitants (2010), Urrasun : 24 habitants (2010) et Zuaztoi : 40 habitants (2010).
On peut admirer de grandes demeures, aux toits à deux ou quatre pentes, avec un double portail typique du Baztan et des blasons avec des restes de polychromes.
L'église San Andrés en forme de croix latine, restaurée au XVIIIe siècle, avec un retable de la même époque et de bonne facture avec des sculptures de San Andrés (Saint André), San Fermin (Saint Firmin), San Francisco Javier (Saint François Xavier) et San Martin de Tours (Saint Martin de Tours .